# Sauer (Mosel)
Die Sauer (französisch Sûre) ist ein 173 km langer, linker Nebenfluss der Mosel, der in Belgien, Luxemburg und Deutschland verläuft.
Der sehr windungsreiche Fluss der südlichen Ardennen, die in Luxemburg Ösling heißen, ist mit einer Wasserführung von im Mittel fast 54 m³/s der größte linke Nebenfluss der Mosel. Ihr Einzugsgebiet ist 4259 km² groß.

## Name
Die erste schriftliche Erwähnung stammt aus dem 4. Jahrhundert („Sura“). Der Name leitet sich wohl von indogermanisch *sūro-, dem Verbaladjektiv zu *seuh1- für „antreiben, (durch fließendes Wasser) in Bewegung halten“, ab.

## Geographie

### Verlauf

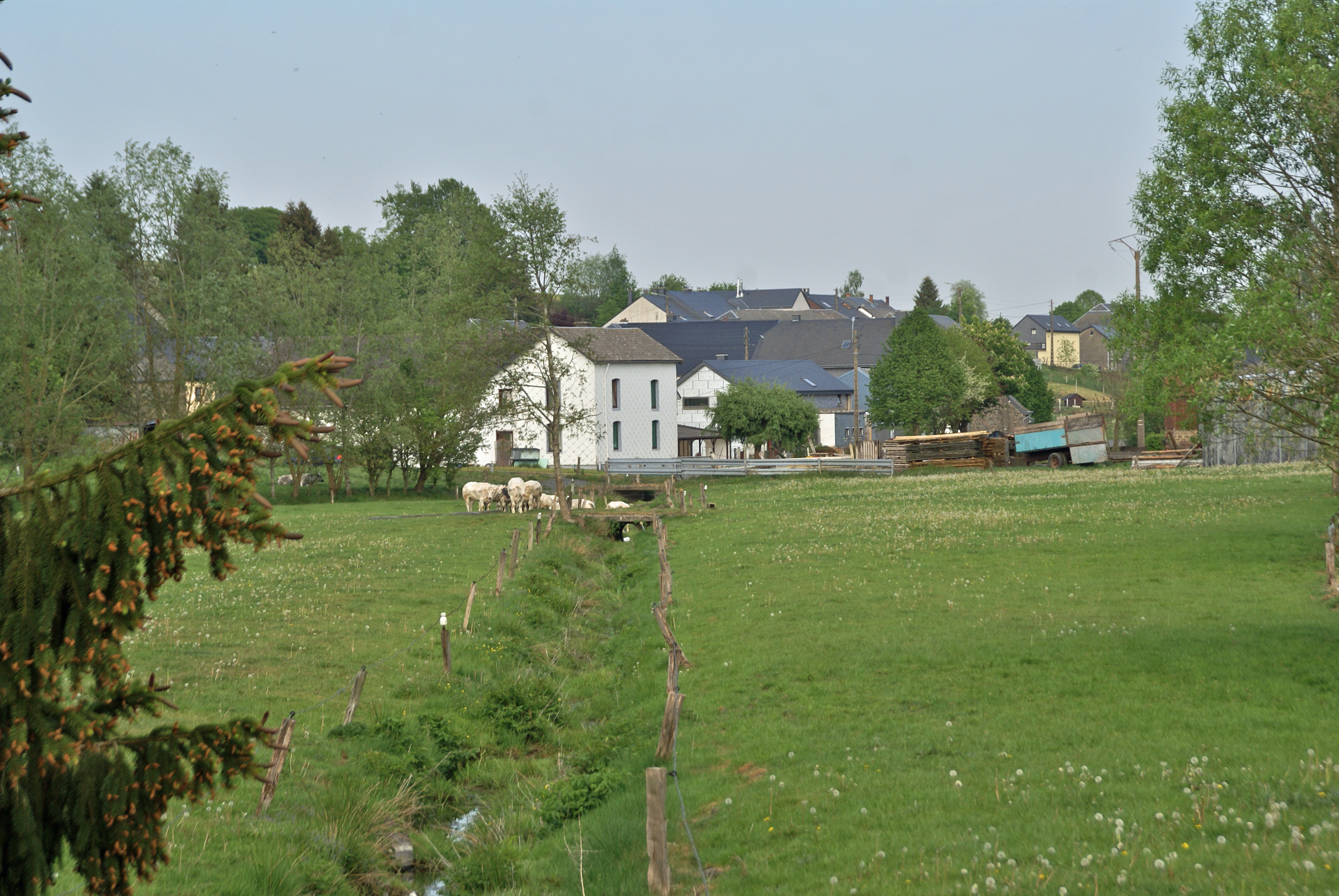
Die Sauer kurz nach der Quelle in Vaux-sur-Sûre

Die Sauer entspringt als Sûre im Südosten Belgiens (Provinz Luxemburg) in den Ardennen, dem Westteil des Rheinischen Schiefergebirges. Ihr Quellgebiet liegt im östlichen Gemeindegebiet von Libramont-Chevigny, östlich des Bauernhofs Planchipont und rund 7 km (Luftlinie) nördlich des Autobahndreiecks von A26 und A4 auf etwa 510 m Höhe.
Von dort aus fließt die Sauer nach Osten und quert die belgisch-luxemburgische Grenze bei Martelange. Auf ihrem Weg durch den bergigen Norden Luxemburgs (das Ösling) verläuft sie durch den Obersauer-Stausee westlich von Esch-Sauer (französisch Esch-sur-Sûre) im Zentrum des Naturparks Obersauer.
Unterhalb von Erpeldingen mündet die Alzette in die Sauer, an der knapp oberhalb der Mündung Ettelbrück liegt, das mit der Distrikthauptstadt Diekirch und den umliegenden Gemeinden die kleine Region Nordstad bildet. Bei Wallendorf (etwa 30 km südwestlich von Bitburg) mündet die Our in die Sauer. 

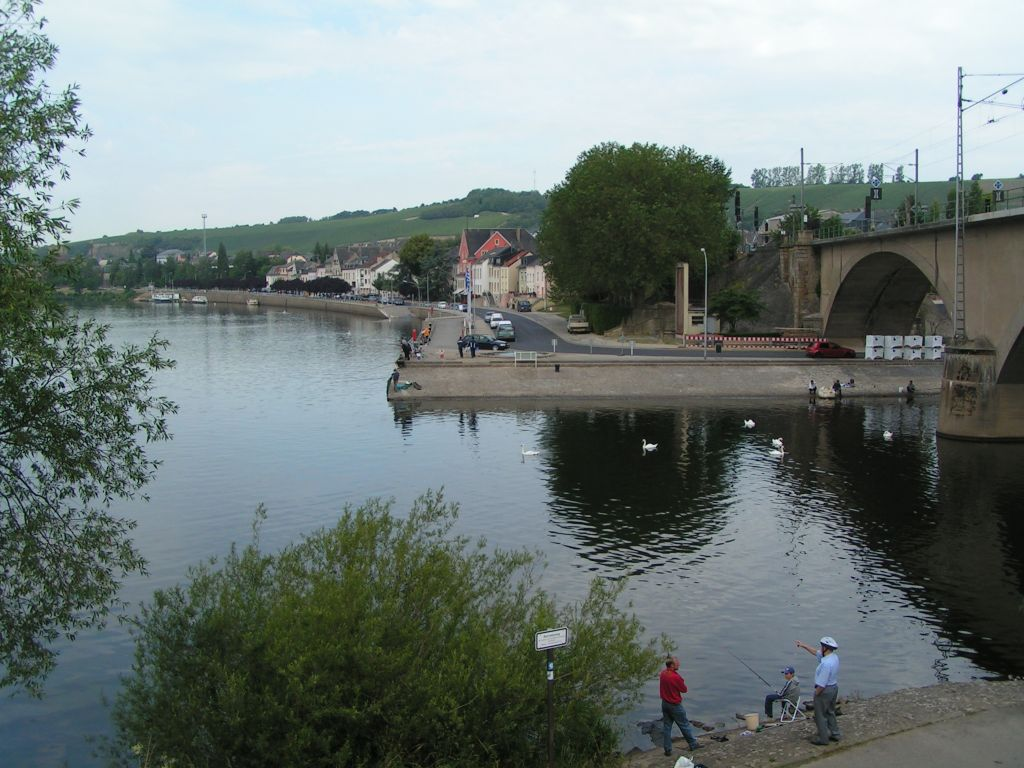
Mündung der Sauer in die Mosel zwischen Wasserbillig (Luxemburg) und Wasserbilligerbrück (Deutschland)

Die deutsch-luxemburgische Grenze wird nördlich dieser Mündung von der Our gebildet und südlich von der Sauer auf etwa 50 km Fließstrecke bis Wasserbillig. Dort, in der Südeifel, erstreckt sich grenzüberschreitend der Deutsch-Luxemburgische Naturpark. Teil davon ist die Luxemburgische Schweiz bei Echternach. Bei Ralingen, 6 km östlich von Echternach, wendet sich die Hauptrichtung des insgesamt stark gewundenen Flusses nach Süden. In diesem Bereich mündet von links der größte Nebenfluss der Sauer, die Prüm.
Schließlich mündet die Sauer zwischen Wasserbillig (Kanton Grevenmacher; Luxemburg) im Westen und Wasserbilligerbrück (Rheinland-Pfalz; Deutschland) im Osten auf etwa 133 m Höhe in den Rhein-Nebenfluss Mosel, die ab dort, flussaufwärts betrachtet, nach Südwesten hin Teil der deutsch-luxemburgischen Grenze ist. Jenseits der Mündung liegt am Moselufer Oberbillig (Rheinland-Pfalz).
Die Flüsse Mosel, Sauer und Our bilden an der Grenze zwischen Luxemburg und Deutschland ein Kondominium - das gemeinschaftliche deutsch-luxemburgische Hoheitsgebiet.

### Zuflüsse
Zu den Zuflüssen der Sauer gehören – flussabwärts betrachtet:
- Syrbach (links), 4,4 km
- Wiltz (links), 45,0 km
- Alzette (rechts), 73,0 km
- Blees (links), 20,2 km
- Weiße Ernz (rechts)
- Our (links), 96,1 km
- Gaybach (links), 23,2 km
- Schwarze Ernz (rechts)
- Prüm (links), 95,0 km

### Ortschaften
Ortschaften an der Sauer sind – flussabwärts betrachtet:
- Vaux-sur-Sûre (B)
- Strainchamps (Sauerfeld) (B)
- Bodange (Bödingen) (B)
- Wisembach (Wiesembach)(B)
- Radelange (Rädelingen)(B)
- Martelange (Martelingen)(B)
- Rombach-Martelingen (L)
- Greimelingen (L)
- Insenborn (L)
- Bonnal (L)
- Lultzhausen (L)
- Esch-Sauer (L)
- Dirbach (L)
- Michelau (L)
- Erpeldingen an der Sauer (L)
- Ingeldorf (L)
- Diekirch (L)
- Gilsdorf (L)
- Bettendorf (L)
- Möstroff (L)
- Reisdorf (L)
- Wallendorf (D)
- Wallendorferbrück (L)
- Grundhof (L)
- Dillingen (L)
- Bollendorf (D)
- Bollendorferbrück (L)
- Laufenwehr (D)
- Weilerbach (D)
- Fölkenbach (D)
- Echternach (L)
- Echternacherbrück (D)
- Minden (D)
- Steinheim (L)
- Edingen (D)
- Godendorf (D)
- Rosport (L)
- Ralingen (D)
- Wintersdorf (D)
- Hinkel (L)
- Born (L)
- Metzdorf (D)
- Moersdorf (L)
- Mesenich (D)
- Langsur (D)
- Wasserbillig (L)
- Wasserbilligerbrück (D)

## Hochwasser
Die Sauer führte oftmals Hochwasser, die große Schäden in anliegenden Ortschaften verursachte, z. B. 1993, 1995, 2003 und 2021 (Juli, massive Zerstörungen an der Untersauer).

## Geschichte
Nachdem im Zweiten Weltkrieg die Mitte Dezember 1944 begonnene Ardennenoffensive der Wehrmacht zusammengebrochen war – unter anderem mangels Treibstoff und anderem Nachschub – führten alliierte Truppen vom 3. bis zum 28. Januar eine Gegenoffensive durch die Ardennen. Bei den Kämpfen war die Sauer zeitweise Teil der Frontlinie.

## Wirtschaft

### Verkehr
Im südlichen Bereich wurde die Sauer auf jeder Uferseite von einer Nebenbahnstrecke flankiert: auf luxemburgischer Seite war es der Abschnitt Diekirch–Echternach–Wasserbillig der Bahnstrecke Ettelbrück–Grevenmacher und auf deutscher Seite die Nims-Sauertalbahn von Erdorf über Bitburg und Irrel nach Igel. Beide Bahnen wurden in den 1960er Jahren stillgelegt und abgebaut.

### Tourismus
Die Sauer hat touristische Bedeutung. Der 60 km lange Sauertal-Radweg verbindet über ein Dutzend Ortschaften zwischen Wasserbillig und Ettelbrück. Man kann die Sauer mit Kanus befahren, die vor Ort gemietet werden können. Touren beginnen zum Beispiel in Bollendorf und enden in Echternacherbrück.

## Kondominium
Auf ihrem Weg zwischen Wallendorf und Wasserbillig ist die Sauer, ebenso wie weiter nördlich die Our und weiter südlich die Mosel, unter der Bezeichnung Gemeinschaftliches deutsch-luxemburgisches Hoheitsgebiet ein Kondominium, das heißt, der Fluss gehört über seine gesamte Breite sowohl zum Hoheitsgebiet der Bundesrepublik Deutschland als auch zum Territorium des Großherzogtums Luxemburg.